# Antalis taphria
Antalis taphria är en blötdjursart som först beskrevs av Dall 1889.  Antalis taphria ingår i släktet Antalis och familjen Dentaliidae. Inga underarter finns listade i Catalogue of Life.